# ستار وارز: باتلفرونت (لعبة فيديو 2004)
ستار وارز: باتلفرونت (بالإنجليزية: Star Wars: Battlefront)‏ ، هي لعبة فيديو إلكترونية من نوع تصويب باختيار منظور الشخص الأول ومنظور الشخص الثالث، أنتجت اللعبة سنة 2004م وهي الجزء الأول من سلسلة ستار وارز: باتلفرونت.

## مصدر
1. ↑  Games on GOG.com نسخة محفوظة 10 فبراير 2018 على موقع واي باك مشين.
2. ↑  Humble Store (بالإنجليزية), QID:Q42328566

## وصلات خارجية
- ستار وارز: باتلفرونت (لعبة فيديو على موقع IMDb (الإنجليزية)

- الموقع الرسمي
- ستار وارز: باتلفرونت على موبي غيمز